# アプトいちしろ駅
アプトいちしろ駅（アプトいちしろえき）は静岡県榛原郡川根本町梅地にある、大井川鐵道井川線の駅である。

## 歴史
- 1959年（昭和34年）8月1日：川根市代駅として開業。現在の位置より奥泉駅寄りにあった。
- 1990年（平成2年）10月2日：長島ダム建設に伴う新線上に移転し、アプトいちしろ駅に改称。

## 駅構造
単式1面1線のプラットホームを持つ。
アプト式電気機関車用の留置線と検修設備（市代検車庫）を有する。
トイレはホームにある。

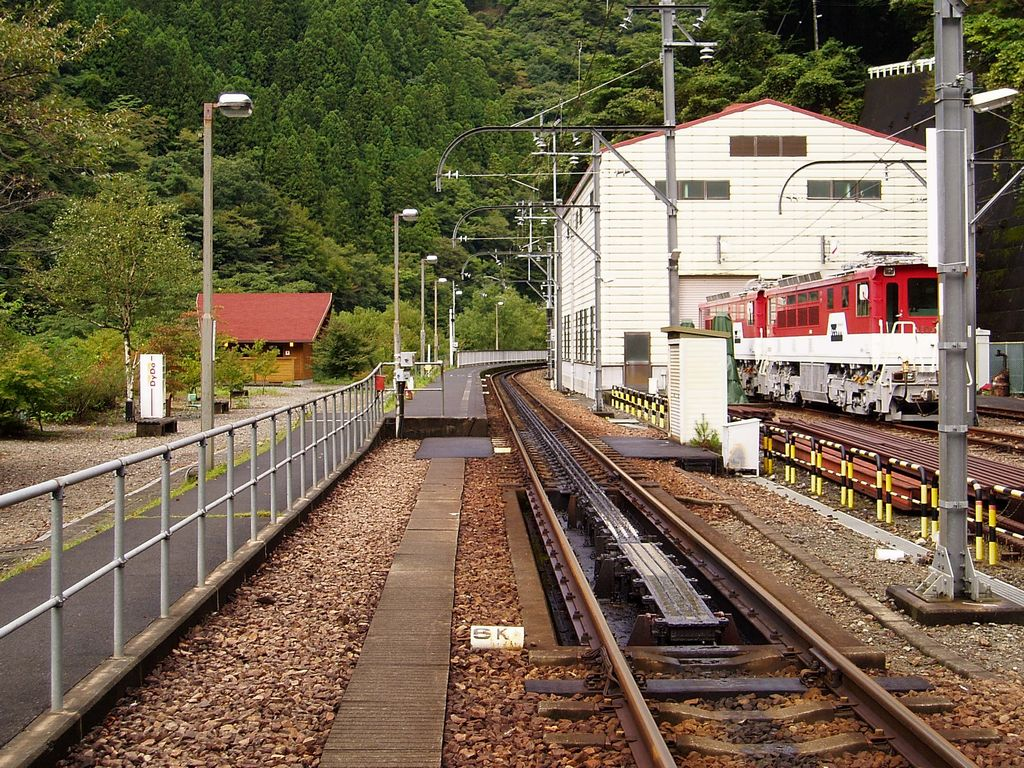
駅構内。レール間手前はラックレールのエントランス部分。
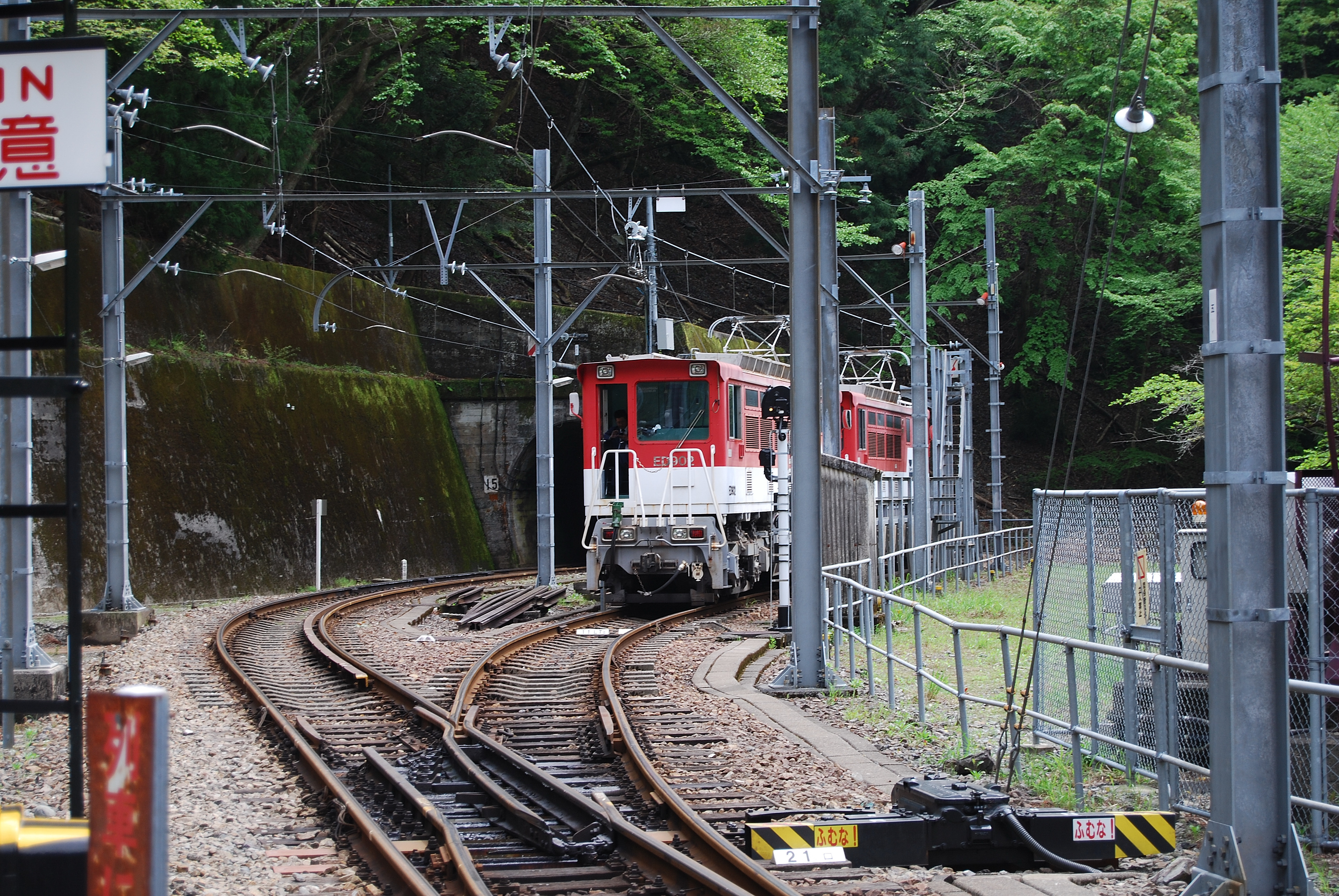
駅ホームから千頭方面を見る、アプト式電気機関車の留置線があり、電気機関車が留置中。
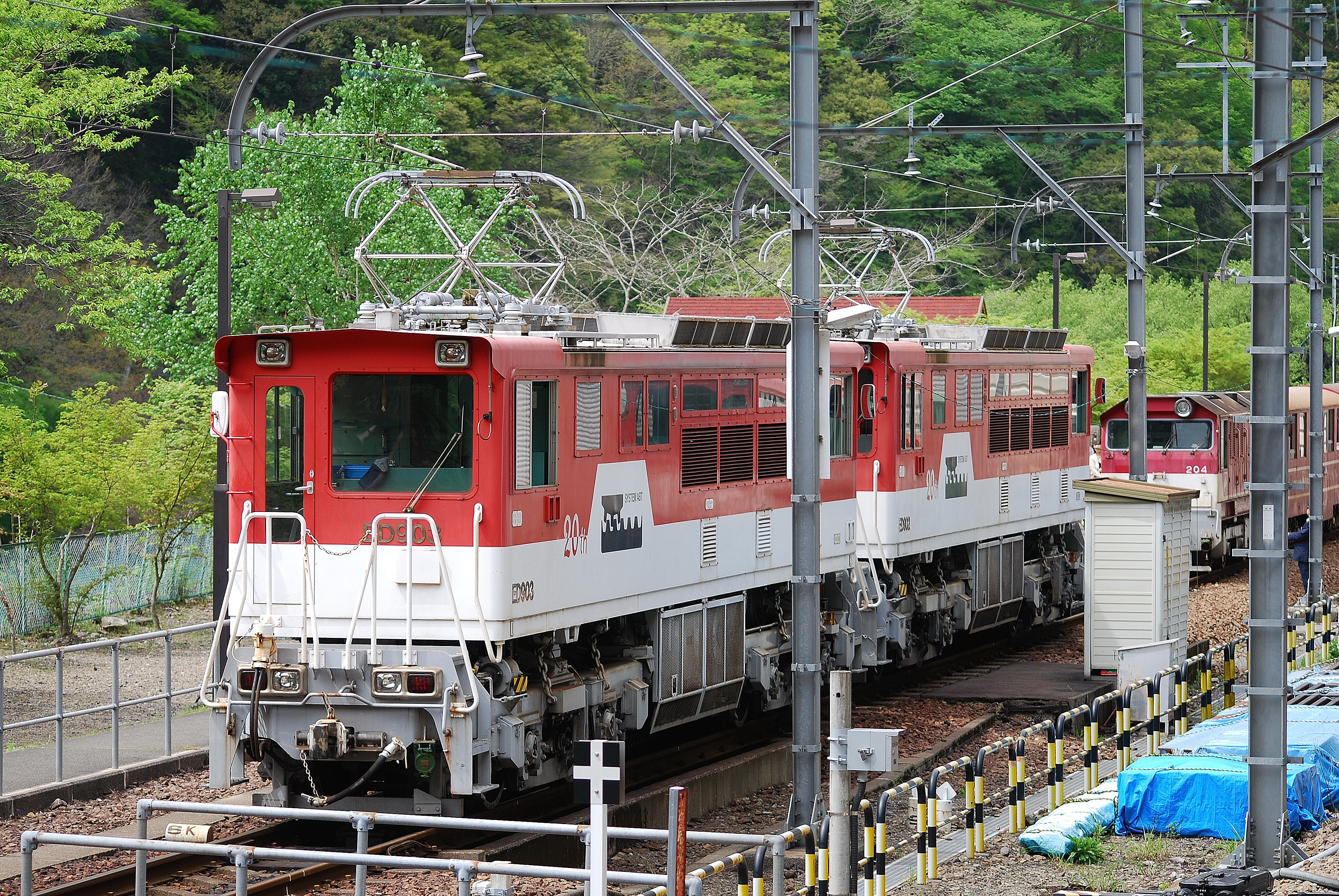
井川線下り列車の機関車側（麓側）に連結されるED90形アプト式電気機関車。
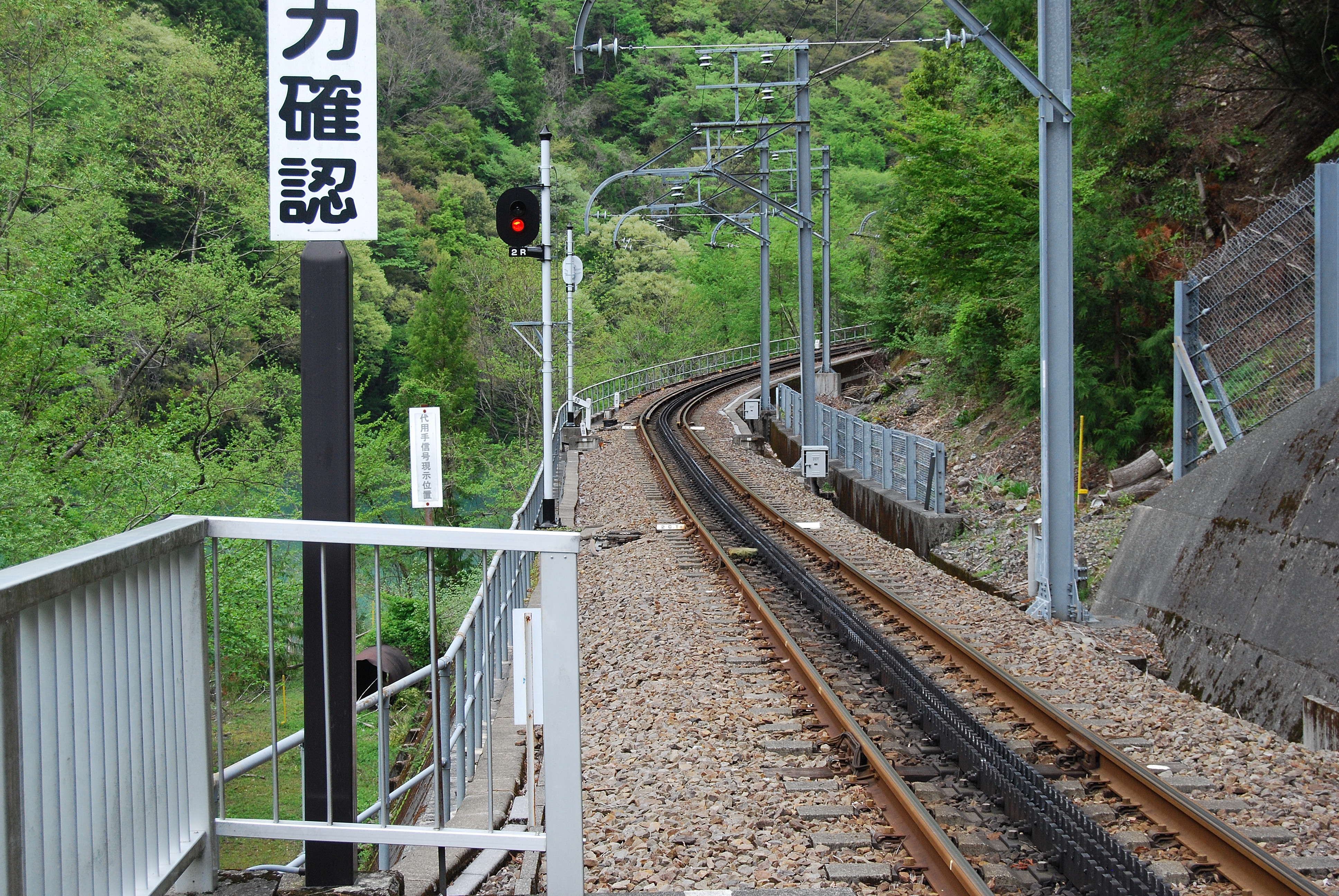
アプトいちしろ駅から井川方面を見る、長島ダム駅まで続くラックレールと奥に90 ‰（パーミル）の勾配標が見える。

## 駅周辺
- 奥泉発電所
- 大井川
- 大井川ダム
- 大加島トンネル-ホーム南側にある旧線のトンネル。通称ミステリートンネル(その他参照)

## その他
- アプトいちしろ駅から長島ダム駅付近の旧線のトンネルは、遊歩道として整備されており、「ミステリートンネル」の愛称がつけられている。トンネル照明はなく、歩行には懐中電灯が必要である[2]（懐中電灯は、長島ダムふれあい館やアプトいちしろ駅等で貸出を行っていたが、コロナ禍以降貸し出しは中止されている）。
- 当駅から長島ダム駅までは、90パーミルの急勾配のため、ラック式鉄道が用いられている。なお、アプト式電気機関車が走行するため、長島ダム駅まで電化されている[3]。
- ホームには、清涼飲料水の自動販売機が1台設置されているだけである。行楽シーズンには、地元振興会により柏餅の販売を行う。
- ホームから南側、旧線の大加島トンネル入口には、川根市代駅時代の駅名標が、かつてあったホーム跡（資材置場）に置かれている。
- 鉄道むすめの「井川ちしろ」は、井川線と当駅が名前の由来となっている[4]。

## 隣の駅
大井川鐵道
■井川線
奥泉駅 - アプトいちしろ駅 - 長島ダム駅
（路線変更以前）
大井川鉄道
井川線
奥泉駅 - 川根市代駅 - 大加島仮乗降場